# Witvlekspikkelspanner
De witvlekspikkelspanner (Parectropis similaria) is een vlinder uit de familie van de spanners (Geometridae). 

## Kenmerken
De voorvleugellengte bedraagt tussen de 17 en 20 millimeter. De vlinder is van andere gelijkende spanners te onderscheiden door de witte vlek naast de golflijn aan de buitenrand van de voorvleugel.

## Levenscyclus
De witvlekspikkelspanner gebruikt loofbomen en bosbes als waardplanten. De rups is te vinden van juni tot september. De soort overwintert als pop. Er is jaarlijks één generatie, die vliegt van mei tot in juli.

## Voorkomen
De soort komt verspreid van West-Europa tot Siberië en Japan voor. De witvlekspikkelspanner is in Nederland en België een gewone soort. 